# Mesetas (Meta)
Mesetas es un municipio del departamento del Meta, ubicado en los Llanos Orientales de Colombia. Se caracteriza por su terreno montañoso que desciende hacia las llanuras, ofreciendo un paisaje diverso que combina imponentes montañas, colinas verdes y extensos valles. Su riqueza hídrica es notable, con ríos como el Güejar, el Duda y el Guape, que serpentean por el territorio, formando cañones, cascadas y balnearios naturales ideales para el ecoturismo. 
El municipio es un lugar privilegiado para disfrutar de actividades al aire libre como senderismo, rafting y avistamiento de aves, gracias a su biodiversidad y escenarios naturales únicos. Además, cuenta con una variada oferta gastronómica típica de los Llanos Orientales, destacando platos como la mamona, el sancocho de gallina y la cachama.

## División Político-Administrativa
Además de su Cabecera municipal. Mesetas tiene bajo su jurisdicción los siguientes Centros poblados:
- Jardín de Las Peñas
- La Argentina
- Oriente
- Puerto Nariño
- San Isidro

## Geografía
Altura: 532 metros sobre el nivel del mar
Clima: temperatura  entre los 18 °C y 33 °C
Extensión total: 2448 km²
El Municipio de Mesetas se encuentra localizado en la parte occidental de la región del Piedemonte del Departamento del Meta, con una ubicación geoestacionaria a 3° 20'7" latitud norte y 74° 0.2' 19" longitud este.

### Límites
Meseta limita con los siguientes municipios:
| Noroeste: Uribe            | Norte: Lejanías                                    | Nordeste: San Juan de Arama                |
| Oeste: Uribe (Río Guape)   |                                                    | Este: Vista Hermosa (Río Santo Domingo)    |
| Suroeste: Uribe (Río Duda) | Sur: Limite entre Uribe y Vista Hermosa (Río Duda) | Sureste: Vista Hermosa (Río Santo Domingo) |

## Hidrografía
El municipio de Mesetas, en el departamento del Meta, Colombia, cuenta con una red hidrográfica significativa que incluye varios ríos y corrientes menores. A continuación, se destacan los principales cuerpos de agua que atraviesan su territorio:
Río Guayabero
Este río es uno de los más importantes de la región y recorre parte del municipio, siendo fundamental para la biodiversidad y las actividades económicas locales. 
Río Duda
Atraviesa el territorio de Mesetas, aportando recursos hídricos esenciales para la agricultura y otras actividades productivas.
Río Papamene
Este río también forma parte de la red hidrográfica del municipio, contribuyendo al ecosistema local. 
Río Guape
Recorre áreas de Mesetas, siendo relevante para las comunidades cercanas y sus actividades diarias. 
Río Lucía
Junto con el río Güejar, el río Lucía se une en el municipio, creando una confluencia notable en la región.
Río Güejar  
Este río es conocido por su belleza natural y es un atractivo turístico en la zona. 
Río Guaduas
Otro de los ríos que forman parte de la hidrografía de Mesetas, aportando al caudal hídrico del municipio. 
Río Santo Domingo
Este río también atraviesa el municipio, siendo parte integral de su red hidrográfica. 

Además de estos ríos principales, Mesetas cuenta con numerosas corrientes menores que enriquecen su hidrografía y son vitales para el ecosistema local y las comunidades que dependen de estos recursos hídricos.

## Historia
Mesetas, ubicado en el departamento del Meta, Colombia, tiene una historia marcada por la colonización, el conflicto armado y los esfuerzos de paz.

### Fundación y Colonización
En 1959, un grupo de 21 colonos, (José del Carmen Jara Pastor, Pedro Velasquez Roa, Rafael María Moya, Flaminio Castellanos Neira, José Eulices Gonzalez, Luis Eduardo Medina Urrego, Silvino Varela , Jesus Varela, Marcolino Varela, Nicolás Fajardo, Salomón Peña, José Peña, Arturo Peña, Raimundo Bobadilla, Eduardo Villalba, Pedro Villalba, Ignacio García, Gumersindo Soler, Manuel Antonio Silva Arias, Pompilio Peña).    Entre ellos los hermanos Varela, fundaron el poblado que más tarde se convertiría en Mesetas. Estos colonos, provenientes de diversas regiones del país, buscaban nuevas oportunidades en tierras fértiles. Sin embargo, la violencia bipartidista de la época llevó al asesinato de los hermanos Varela en 1960, lo que provocó que varios colonos abandonaran la región y otros colonos continuaron su obra con el apoyo del padre González. 
Según la ordenanza N.°035 de 1981, el municipio de Mesetas fue fundado el 19 de noviembre de 1981

### Conflicto Armado
Mesetas fue significativamente afectado por el conflicto armado colombiano. Durante la existencia de la zona de distensión (1998-2002), el municipio estuvo bajo control de las FARC, quienes aprovecharon la desmilitarización para fortalecer sus finanzas mediante el incremento de cultivos de coca en la región. Tras el fin de la zona de distensión en 2002, las Autodefensas Unidas de Colombia (AUC) ingresaron al municipio, desencadenando una lucha por el control del narcotráfico y un aumento de la violencia. 

### Proceso de Paz y Reconstrucción
En años recientes, Mesetas ha sido escenario de esfuerzos significativos hacia la paz y la reconstrucción. El municipio fue uno de los lugares donde se llevó a cabo la dejación de armas por parte de las FARC, marcando un hito en el proceso de paz colombiano.

## Economía
Los principales cultivos son: maíz, café, cacao, plátano, la caña, frutales y cítricos. Actividad ganadera vacuna. Agroturismo del café.